# Qusum

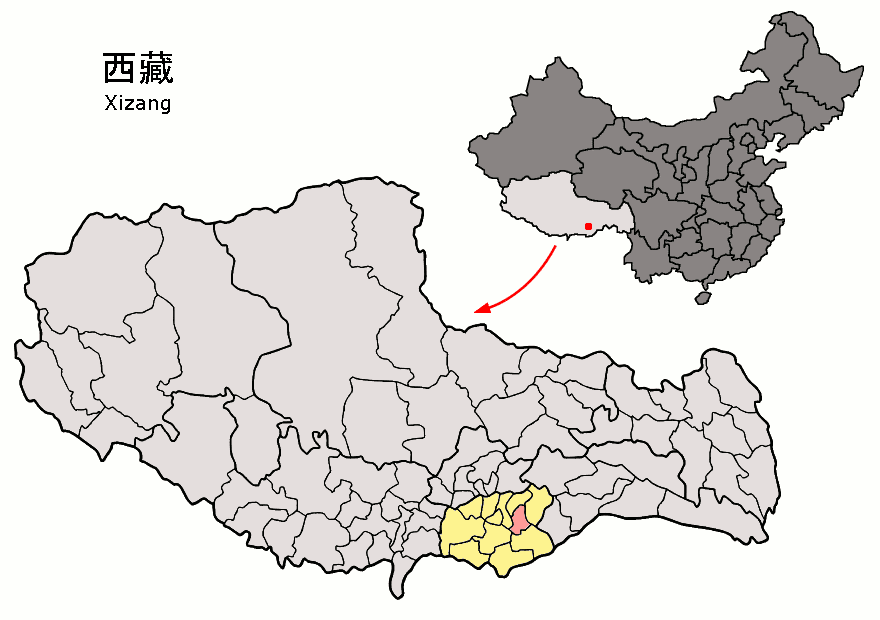
Lage des Kreises Qusum (rosa) im Regierungsbezirk Shannan (gelb)

Qusum (tibetisch: ཆུ་གསུམ་རྫོང་, Umschrift nach Wylie: chu gsum rdzong; auch Chusum Dzong; chinesisch 曲松县, Pinyin Qǔsōng Xiàn) ist ein Kreis des Regierungsbezirks Shannan des Autonomen Gebiets Tibet der Volksrepublik China. Die Fläche beträgt 2.068 Quadratkilometer und die Einwohnerzahl 12.962 (Stand: Zensus 2020). 1999 zählte Qusum 15.541 Einwohner.
Der Palast Lhagyili (chin. Lajiali wanggong yuzhi) steht seit 2001 auf der Liste der Denkmäler der Volksrepublik China.

## Administrative Gliederung
Auf Gemeindeebene setzt sich der Kreis aus zwei Großgemeinden und drei Gemeinden zusammen. Diese sind (Pinyin/chin.):
- Großgemeinde Qusong 曲松镇
- Großgemeinde Luobusha 罗布沙镇

- Gemeinde Qiuduojiang 邱多江乡
- Gemeinde Duisui 堆随乡
- Gemeinde Xiajiang 下江乡